# Краљица тротоара
„Краљица тротоара“ е песен на сръбския певец Миле Китич от албума „Ратник за љубав“ (1996). Музиката и текстът към нея създава Стева Симеунович, а аранжиментът е дело на Перица Здравкович.
Песента представя мрачна картина, в която лирическият герой среща случайно първата си любов на улицата след години, „мокра да кожа“: тя вече не е крехко момиче, а жена. Първата невинна любов сега е улична жена, „кралица на тротоара“. Тя не се е хранила от два дни, но в лошото време е отново на улицата. Не желае да се оправдава пред него, не смее и да го погледне, блясъкът в очите ѝ го няма. От срещата ѝ остава радостта.

## Предистория
След разпада на „Јужни ветар“, от който Китич е част, правената от групата музика вече не е модерна и певецът не знае как да продължи в решаващия неговата кариера момент. Никой обаче не очаква да се запише подобна, поп песен като „Краљица тротоара“. Китич харесва песента, впоследствие заснема и видеоклип. Тя успешно дава тласък на самостоятелната му кариера.

## Видеоклип
Проливен дъжд. Лирическият герой се вози на задната седалка на лек автомобил. Шофьорът му спира за минута, за да купи цигари. През обмиваното от чистачки предно стъкло героят вижда първата си любов, облечена като жрица на любовта и чакаща някого. В този момент шофьорът се връща, а той слиза от автомобила.
Отначало наблюдава иззад ъгъла нея и другите такива жени около нея. Запалва цигара и го връхлитат спомени. В един момент решава да излезе напред. Тя започва да обикаля около него, виждайки в него поредния „клиент“. Когато той надига своята шапка, спомените не подминават и нея. Тя го разпознава, започва да бяга, но той я настига, за да я приюти отново невинно в прегръдките си. В помещението, в което те се намират му показва, че още пази гривната, която ѝ е подарил. Накрая двамата слизат по-стълбите и се връщат на улицата, където тя го прегръща. Изведнъж се появява въпросният мъж, който я приканва с жест да отиде при него. Мъжът я качва в своя автомобил и потеглят. Лирическият герой маха за сбогом, а жената приплъзва ръце по прозореца безпомощно.
В контраст на тъмните кадри са използвани няколко светли такива от спомените на бившата двойка.